# Tears Don't Fall
Tears Don't Fall è il quarto singolo estratto dall'album di debutto dei Bullet for My Valentine The Poison. Il singolo è stato l'unico ad uscire in Germania e Svezia, ed è stato pubblicato il 23 giugno 2006 attraverso la Sony / BMG Records.

## Video
Ci sono due differenti versioni del video musicale. Tuttavia solo la storia principale è leggermente diversa, ed entrambi mostrano la band suonare sotto la pioggia. Il primo video mostra un uomo e una donna andare in un motel (con un furgone) nel quale hanno un rapporto sessuale. Dopo un po' la donna viene mollata dall'uomo, lasciandola sulla strada. Quando l'uomo risale al motel incontra un'altra donna con la quale affitta una stanza. La prima ragazza (che intanto li aveva seguiti) fa irruzione nella stanza con un barile di benzina (del suo ex-fidanzato utilizzato in precedenza per il suo furgone) la quale getta alla coppia. Dopo essersi sparsa anche lei di combustibile tira fuori un accendino che fa cadere nella benzina sparsa da lei, dove si spegne. Lei sorride e lancia un bacio a loro in seguito. L'ultima immagine è quella di un tubo tagliato perdente acqua, il che suggerisce che ha riempito il combustibile con l'acqua.
Il video è stato incluso nel The Poison: Live at Brixton."
La seconda mostra una donna che trova un uomo (forse il suo fidanzato) con un'altra ragazza in auto. Lei va presso una zingara per presunta guida. La zingara spalma della vernice bianca sul viso e le mani e la spalma anche alla donna, dopodiché le consegna una bambola voodoo. La punge ripetutamente, provocando dolori al fidanzato. Poi la lancia nel fuoco causando un incendio all'auto fino ad esplodere, uccidendo sia il ragazzo che la donna con la quale era.

## Tracce
Il singolo è stato distribuito nel Regno Unito in tre formati diversi: due CD singoli e un 7". Tutti e tre i formati sono stati pubblicati il 17 luglio, 2006 tramite la Visible Noise.
CD
1. Tears Don't Fall
2. Domination (Pantera cover)
3. Tears Don't Fall (video)

CD2
1. Tears Don't Fall
2. 4 Words (To Choke Upon) (live at Brixton Academy)
3. Suffocating Under Words of Sorrow (What Can I Do) (live at Brixton Academy)

Vinile 7"
1. Tears Don't Fall
2. Welcome Home (Sanitarium) (cover Metallica)